# Finlands reservofficersförbund
Finlands reservofficersförbund (FROF) - Suomen reserviupseeriliitto (RUL) är en samarbetsorganisation som arbetar för att upprätthålla och förbättra reservofficerares militära och ledarskapsfärdigheter. Förbundet strävar att upprätthålla Finlands försvarsförutsättningar och försvarsanda samt att fungera som en centralorganisation för landets reservofficersföreningar. Förbundet är politiskt obundet.
Medlemskap i förbundet, eller någon av reservoffcersföreningarna, är öppet för alla personer som slutfört sin värnplikt samt uppnått reservofficersgrad (fänrik eller högre) under värnplikten. Detta uppnås genom att beväringen avklarar någon av försvarsmaktens reservofficerskurser. Den största kursen ordnas vid reservofficersskolan i Fredrikshamn men mindre ordnas bland annat vid pansarskolan, luftstridsskolan och sjökrigsskolan.

## Förbundets historia
Finlands första reservofficersförening grundades 1925 i Helsingfors för att fungera som en förening för reservofficerare på riksnivå. Under de följande åren spred sig verksamheten snabbt till andra städer i Finland. Då verksamheten spreds och decentraliserades uppstod det snabbt ett behov av ett samarbetsorgan för de olika föreningarna och den sjuttonde maj 1931 grundades således Finlands reservofficersförbund på skatuddens officersklubb, det som idag är skatuddens kasino. Fänrik N. A. Hildén valdes till förbundets första ordförande och fungerade i denna roll fram till 1935. Under förbundets historia har det haft en hedersordförande, Finlands Marksalk C.G.E. Mannerheim. Dagens ordförande är kapten i reserven Mikko Halkilahti som är förbundets tolfte ordförande och har innehaft posten sedan 2014.
Sedan dess grundande har förbundet vuxit stadigt och har idag ungefär 28 000 registrerade medlemmar utspridda över 320 medlemsföreningar och 20 reservofficersdistrikt. Tack vare sitt breda urval evenemang och öppenhet för alla officerare i reserven har förbundet en mycket bred ålderstruktur, med en tredjedel av medlemmarna yngre än 35 år.

## Verksamhet
Förbundet driver sin verksamhet främst via landets reservofficersföreningar som i samarbete med andra reservistorganisationer som reservistförbundet, försvarsutbildningsföreningen och reservisternas idrottsförening ordnar evenemang som stöder förbundets mål. En stor del av evenemangen ordnas också i samarbete med försvarsmakten. Dessa evenemang har en klar fokus på sådana färdigheter som stöder det militära så som skytte, orientering och ledarskapsfärdigheter, men mera typisk idrott organiseras också för att upprätthålla medlemmarnas fysiska kondition. De flesta av dessa evenemang är öppna för en större grupp personer än bara reservofficersförbundets medlemmar då de ordnas av andra organisationer än förbundet själv, men de evenemang som förbundet ordnar, till exempel angående ledarskap eller värnandet av Finlands reservofficerstraditioner brukar bara vara tillgängliga för förbundets medlemmar.
Som nyhets- och informationskälla och för förbundets medlemmar publicerar FROF tillsammans med Reservistförbundet och Försvarsgillenas förbund tidningen ”Reserviläinen”, som utkommer sju gånger i året med en upplaga på 57 000 exemplar per nummer.

## Internationellt samarbete
Finlands reservofficersförbund samarbetar aktivt med liknande föreningar i andra länder, speciellt de olika förbunden i Norden. Estlands reservofficerskår, EROK, har sedan dess grundande 1998 också bedrivit ett speciellt aktivt samarbete.
I och med att Finland har ett partnerskap för fred med NATO har FROF också ett associeringsavtal med organisationens reservofficersorganisation CIOR. Associeringsavtalet innebär att representanter för FROF är inbjudet till CIOR:s evenemang men har inte alla de rättigheter som fullvärdiga medlemmar av NATO har.

## Förbundets ordförande
- major (res) N.A. Osara (fram till 1935 Hildén) 1931-45,
- major (res) Ilmo Ollinen 1945-57,
- överstelöjtnant (res) Lauri K.J. Tukiainen 1958-64,
- major (res) Aarre Santavuori 1965-71,
- kapten (res) Antti O. Kolehmainen 1971-77,
- kapten (res) Erkki R. Haarla 1978-80,
- major (res) Waldemar Bühler 1981-89,
- major (res) Antti Ahlström 1990-95,
- major (res) Pekka Selin 1996-2001,
- major (res) Tapio Peltomäki 2002-07,
- major (res) Mika Hannula 2008-13,
- kapten (res) Mikko Halkilahti 2014-